# Нижегородское высшее военное училище тыла
Нижегородское высшее военное училище тыла (в советское время Горьковское высшее военное училище тыла) — военное образовательное учреждение высшего профессионального образования, которое существовало в 1974—1999 годах и готовило офицеров — специалистов тылового обеспечения армии и флота.

## История
- 1974 год — создание в Горьком филиала Вольского высшего военного училища тыла
- 5 декабря 1976 года — Указом Президиума Верховного Совета СССР Горьковскому высшему военному училищу тыла имени маршала Советского Союза И. Х. Баграмяна вручено боевое знамя.
- 1999 год — Постановлением Правительства России от 29 августа 1998 года № 1009 НВВУТ ликвидировано. Два последних курса выпускались уже в Вольске.

В настоящий момент в одном из корпусов бывшего училища тыла располагается нижегородский филиал Российской академии правосудия.

## Исторические названия
- 1974—1975 филиал ВВВУТ
- 1976—1991 ГВВУТ
- 1992—1999 НВВУТ

## Начальники учебного заведения
- 1974—1985 Генерал-майор Кирилюк Юрий Емельянович (недоступная ссылка) (в настоящее время Председатель Нижегородского областного Совета ветеранов) был первым начальником филиала и училища.
- 1985—1990 Генерал-майор Костюк Павел Алексеевич.
- 1991—1997 Генерал-майор Иванов Владимир Михайлович
- 1998—1999 Полковник Ивашина Иван Михайлович

## Факультеты
- 1 батальон (вещевой) (1—4 роты). 4 года обучения. Военная специализация: «Командная-тактическая вещевого обеспечения». Квалификация: инженер-экономист.
- 2 батальон (вещевой) (5—8 роты). 4 года обучения. Военная специализация: «Командная-тактическая вещевого обеспечения». Квалификация: инженер-экономист.
- 3 батальон (продовольственный) (9—12 роты). 4 года обучения. Военная специализация: «Командная-тактическая продовольственного обеспечения». Квалификация: инженер-экономист.
- Тыла ВМФ (морской факультет). 5 лет обучения. Военная специальность: «Тыловое обеспечение кораблей и частей ВМФ». Квалификация: инженер-экономист.
- Инженерный. 5 лет обучения. Квалификации: инженер-технолог, инженер-механик.

## Интересные факты
История Нижегородского (Горьковского) училища тыла уходит своими корнями в историю Военно-морского хозяйственно-интендантского училища ВМФ (ВМХ-ИнтУ ВМФ) (недоступная ссылка), из стен которого начинались Вольское, Ульяновское и Ярославское военные училища.